# T'Kuvma
T'Kuvma   ( - Sarcophagus, 2256) és un personatge fictici de la sèrie Star Trek: Discovery interpretat per l'actor Chris Obi.
Va ser un klingon líder del seu clan i seguidor del mític Kahless. De conviccions nacionalistes, recelava de l'expansió de la Federació Unida de Planetes, que la veia perillosa per la civilització klingon. Per això va promoure la unió dels 24 clans klingon per lluitar contra la Federació.
De jove va redescobrir la nau Sarcophagus, l'antiga nau del seu pare que s'havia abandonat que un cop reparada va ser la seu nau principal. Va aconseguir obtenir el Far de Kahless, un antic artefacte que segons la profecia uniria a tots els clans klingon quan s'activés.
El 2256, amb el seu grup de seguidors va iniciar la Batalla de les estrelles binàries que va iniciar la guerra entre la federació i els klingon. Durant la batalla va morir a mans de Michael Burnham quan aquesta va abordar la Sarcophagus per intentar capturar-lo.